# Soúli (massif)
Pour les articles homonymes, voir Souli.
Le Soúli est un massif montagneux d'Épire, en arrière de Párga, en Grèce. Il est très escarpé, sauvage et isolé.
Cet isolement permit aux Souliotes de vivre à l'abri des Ottomans lors de leur domination sur la Grèce.
Il constitue actuellement une communauté du nome de Thesprotie, créée en 1999, comptant environ 900 habitants.

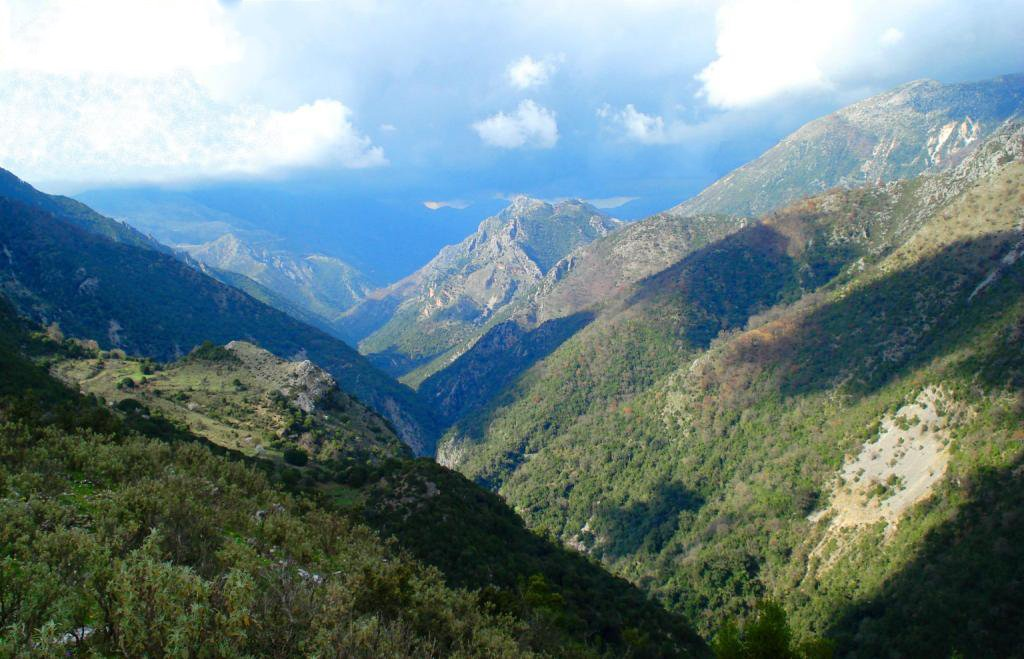
Vue du sud du massif, depuis l'entrée des gorges de l'Achéron